# Vincent de Beauvais
Vincent de Beauvais (latinul: Vincentius Bellovacensis, magyarosan Beauvais-i Vince; Beauvais, 1190 körül – Párizs, 1264 körül) latin nyelven író középkori francia dominikánus szerzetes, királyi nevelő és lexikoníró.

## Élete és működése
Vince 1190 körül született Beauvais-ban. 1220 körül belépett a domonkos rendbe, majd az akkoriban királyi székhelyként funkcionáló Royaumond sull'Oise ciszterci kolostorának lektorává nevezték ki. A XII. századi reneszánsz tudományos eredményeinek összefoglalására törekedett, emiatt egy enciklopédiát kezdett el írni, melyen 1246-tól 1263-ig dolgozott. Ez volt a Speculum Maius, azaz a Nagyobb Tükör, mely folyamatosan kiegészítve (legutolsó kiegészítés 1624) a XVIII. századig, a Nagy Francia Enciklopédia megjelenéséig a legátfogóbb ismereteket kínálta a világról.
A befejezett lexikont Vince IX. Lajosnak ajánlotta. A mű egy természettudományi részből (Speculum naturale – A Természet tükre), egy hittudományi részből (Speculum doctrinale – A doktrínák tükre) és végül egy történeti részből (Speculum historiale – A történelem tükre) áll, melyek összesen nyolcvan könyvet, és 9885 fejezetet tesznek ki. Ehhez valaki a XIV. században hozzátett egy erkölcstani könyvet (Speculum Morale – Az erkölcs tükre).
Már igen korán, 1328-ban lefordította franciára Jean de Vigné, majd hamarosan katalán és spanyol nyelven is megjelent, végül az első írások között nyomtatták ki 1495-96-ban. A lexikon nagy hatást tett a középkori szerzőkre, idéz belőle Chaucer, Dante és Jean de Meung.
IX. Lajos a királyi gyermekek nevelőjének is kinevezte Vincét, aki emiatt összeállított egy pedagógiai kézikönyvet a De eruditione filiorum regalium seu nobilium címmel. Noha Vince jártas volt az antik irodalomban, és az enciklopédiájában is bőségesen idéz az ókori auktorokból, itt mégis azt az elvet vallja, hogy előbbre való a jellem nevelése az ókori szerzők olvasásánál.

## Részlet a műből
Európa egyik országa Magyarország, amelyet — mivel hajdan a hunok foglalták el, e népről — Hungariának neveznek és Orosius szerint két része van: Hungaria Maior és Hungaria Minor. A nagyobb Hungaria a távolabbi Szíria táján, túl a Meotisz mocsarain feküdt. Innen jöttek valaha azok a hunok, akik mocsarak meg földek végtelen területein vadászva, és szarvasok és vadállatok nyomait követve végül is ráleltek Pannónia földjére. Ezek azután saját népes seregükhöz megtérve Pannóniába visszajöttek, és kiűzve az itt lakókat saját ősi nemzetségük nevét adták a népnek és a hazának.